# Lithurgus bractipes
Lithurgus bractipes là một loài Hymenoptera trong họ Megachilidae. Loài này được Perkins & Cheesman mô tả khoa học năm 1928.